# 波多良西克 (傑拉日尼亞區)
49°15′4″N 27°34′38″E / 49.25111°N 27.57722°E
波多良斯凱（烏克蘭語：Подолянське）是位於烏克蘭西部的村莊，由赫梅利尼茨基州裡赫梅利尼茨基區的沃夫科溫齊市鎮負責管轄。該村始建於1700年，面積0.31平方公里，海拔高度348米，2001年人口38，人口密度每平方公里121人。